# Plymouth Gran Fury
Plymouth Gran Fury — це повнорозмірний автомобіль, який випускався Plymouth з 1975 по 1989 рік.
На той час, коли Chrysler закінчив виробництво автомобілів на платформі M-body в грудні 1988 року (1989 модельний рік), Gran Fury були останніми автомобілями Chrysler, які залишилися з заднім приводом, з V8 та карбюратором, конфігурація, що використовується з середини 50-х років. «Плімут» не мав автомобіля із заднім приводом до 1997 року.
Після того, як Chevrolet закінчив виробництво повнорозмірного седана Caprice в 1996 році, Ford продовжив виробництво своїх моделей на платформі Panther із заднім приводом V8 до вересня 2011 року. У 2013 році GM оголосив про закінчення виробництва автомобілів на платформі Zeta в Австралії до 2017 року. В кінці 2001 року марку Плімутом було ліквідовано, але в 2005 році Chrysler 300 і Dodge Magnum, а також Charger 2006 і Challenger 2008 року представлені як повнорозмірні задньоприводні автомобілі з двигунами V6 і V8, тим самим залишаючи Fiat Chrysler Automobiles як єдиного американського виробника повнорозмірних пасажирських седанів V8/RWD.
До 1975 року топові моделі в серіях Plymouth Fury були відомі як «Fury Gran Coupe» та «Fury Gran Sedan».

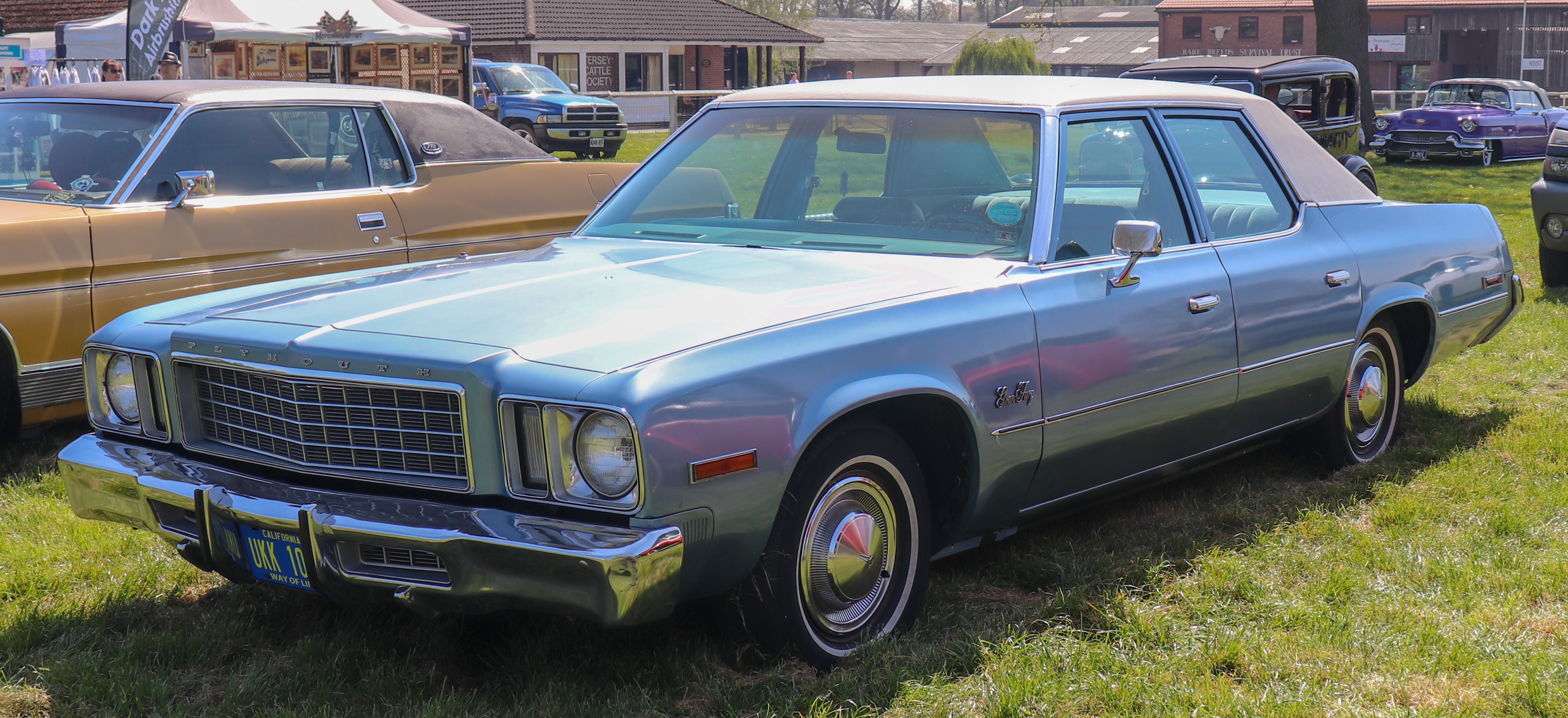
Plymouth Gran Fury (1975–1977)
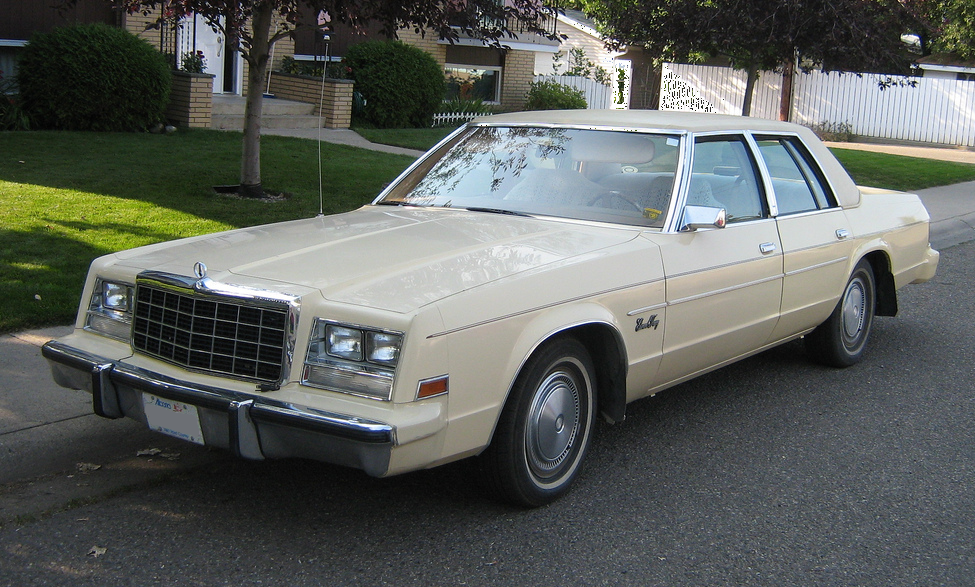
Plymouth Gran Fury (1979–1981)
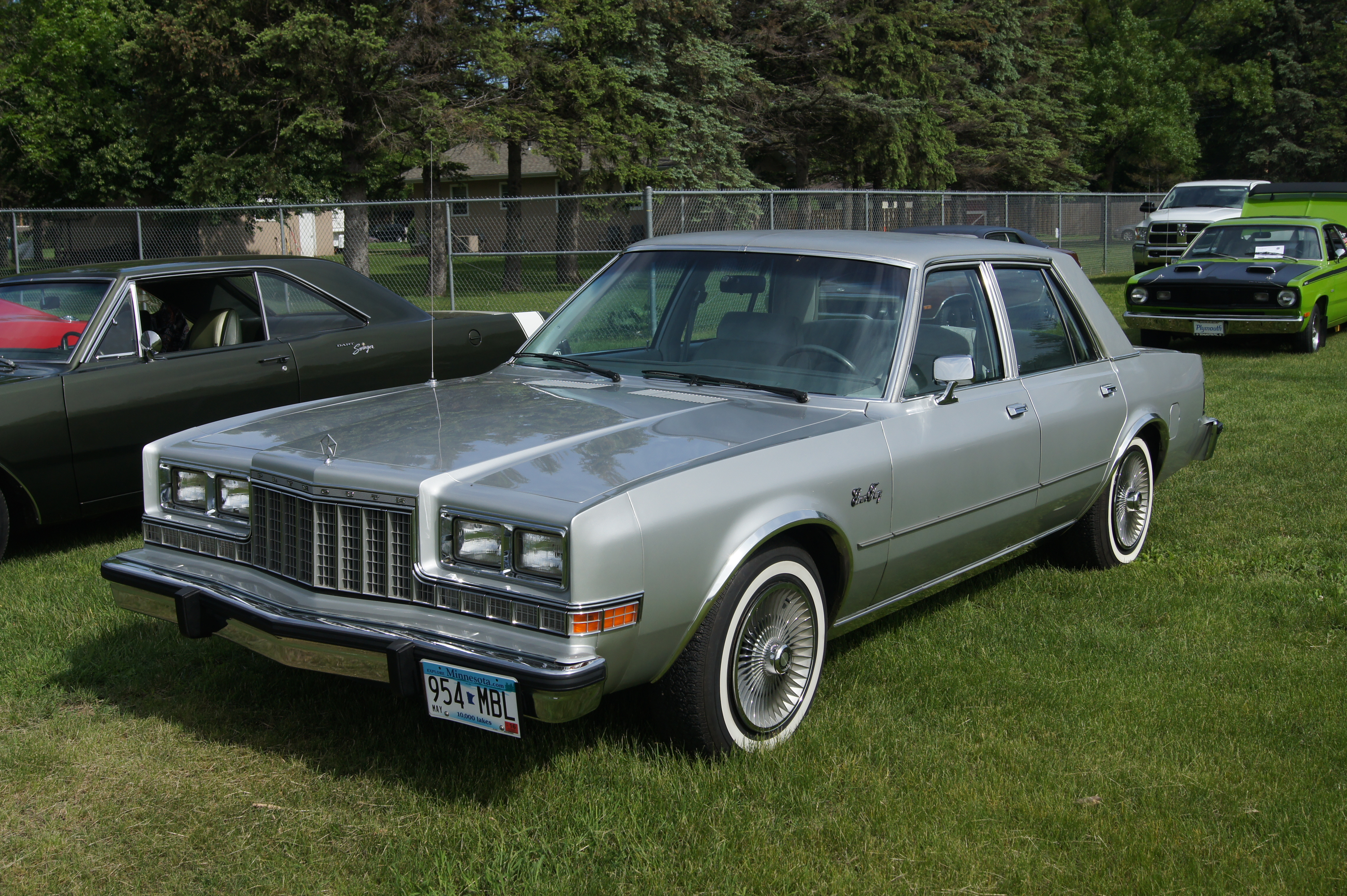
Plymouth Gran Fury (1982–1989)